# Azzedine Brahmi
Azzedine Brahmi (arabiska: عز الدين براهمي), född den 13 september 1966 i Setif, är en algerisk före detta friidrottare som tävlade i hinderlöpning.
Brahmis främsta merit är en bronsmedalj från VM 1991 i Tokyo. Han blev vidare åtta vid Olympiska sommarspelen 1992 i Barcelona. Ytterligare meriter är gulden vid afrikanska mästerskapen 1988 och medelhavsspelen 1991

## Personliga rekord
- 3 000 meter hinder - 8.11,27 från 1992